# Dyglosja
Dyglosja (z gr. διγλωσσία, diglossia „dwujęzyczność”) – sytuacja, w której jedna społeczność językowa posługuje się dwiema odmianami języka (systemami językowymi), spełniającymi różne funkcje i mającymi własny zakres zastosowania. Charles Ferguson opisał dyglosję jako kontrast między dwoma wariantami językowymi, wyższym (H, high) i niższym (L, low). Stanowi formę społecznego bidialektyzmu lub bilingwizmu.  Czasem dochodzi do współistnienia więcej niż dwóch systemów językowych.
Według ujęcia Fergusona odmiana niska (zwana również potoczną lub nieformalną) charakteryzuje się niższym prestiżem, mniejszym wsparciem instytucjonalnym, dominacją w domenie nieformalnej oraz prostotą strukturalną. Niekiedy wręcz nie jest postrzegana jako „prawdziwy język”. Jest wariantem używanym w środowisku domowym, przyswajanym w sposób naturalny jako język ojczysty. Odmiana wysoka to natomiast wariant stosowany w piśmie (np. w literaturze, poezji, korespondencji, gazetach) i w oficjalnych wypowiedziach ustnych (jak np. wykłady, kazania czy też w programach informacyjnych). Jej znajomość nabywana jest przede wszystkim na drodze edukacji formalnej.
Dyglosja przybiera różne stopnie nasilenia. Może polegać na współistnieniu dwóch odmian (dialektów) tego samego języka, ale w skrajnych przypadkach mowa o odrębnych, nawet niespokrewnionych językach (np. języki hiszpański i guarani w Paragwaju). Pierwotnie pod pojęciem dyglosji rozumiano jednak zróżnicowanie w obrębie (jednego) języka narodowego.
O pewnej formie dyglosji można mówić w przypadku wszystkich społeczności, w których czyni się rozróżnienie między językiem literackim (standardowym) a nieliterackim. Ferguson zarezerwował pojęcie dyglosji dla sytuacji, w których istnieje silnie zarysowana granica między odmianą niską a wysoką, przy czym odmiana wysoka (standard) nigdy nie służy jako środek swobodnej komunikacji (inaczej niż w przypadku niektórych języków, gdzie standard zbliża się do „zwykłego” języka pewnego regionu lub grupy społecznej – co określono jako sytuację typu „standard-with-dialects”). Można przyjąć, że w sytuacji dyglosji odmiana wysoka nie jest zrozumiała dla użytkowników języka bez edukacji szkolnej.
Zjawisko dyglosji jest powszechne m.in. w krajach arabskich, niemieckojęzycznej części Szwajcarii, na Haiti oraz w południowych Indiach . Dyglosję zaobserwowano też w krajach malajskojęzycznych, w Malezji, Brunei i w Indonezji . Sytuacja językowa w Indonezji jest o tyle złożona, że standardowy język narodowy (indonezyjski) wchodzi w kontakt zarówno z odmianami lokalnymi, jak i zupełnie odrębnymi językami. Silna i skomplikowana dyglosja występuje również w Chinach (poza odmianą wysoką funkcjonuje mandaryński potoczny wraz z regionalnymi dialektami/językami chińskimi). W relacji dyglosji występują języki janomamskie z Ameryki Południowej (odmiana wayamo służy jako lingua franca między użytkownikami odmian lokalnych).
Jednoczesne funkcjonowanie czeszczyzny literackiej (spisovná čeština jako odmiana wysoka) i interdialektu ogólnoczeskiego (obecná čeština jako zróżnicowana regionalnie odmiana niska) również bywa podkładane pod pojęcie dyglosji.

## Dyglosja łaciny i greki
Dyglosja zaczęła występować w epoce cesarstwa rzymskiego w łacinie i grece w związku z tendencjami archaistycznymi w literaturze, jakie nasiliły się w II wieku n.e. W efekcie językiem potocznym ludności greckojęzycznej był tzw. dialekt koine (gr. „wspólny”) stanowiący naturalnie rozwijającą się mieszankę dialektów greckich, literaturę natomiast zdominował dialekt attycki z przełomu V i IV wieku p.n.e. (czyli z epoki 600–700 lat wcześniejszej).
Różnice pomiędzy językiem potocznym a literackim zaczęły też od II wieku n.e. stopniowo występować w łacinie, aczkolwiek ostateczny rozpad na czysto literacką „łacinę” oraz mówione „języki romańskie” datuje się dopiero na VIII/IX wiek n.e. Proces ten został wydatnie przyspieszony przez upadek cesarstwa zachodniorzymskiego i ruinę rzymskiej kultury, cywilizacji, a zwłaszcza szkolnictwa.
Współcześnie dyglosja występowała w Grecji pod rządami tzw. pułkowników, kiedy językiem urzędowym była greka „oczyszczona”, tzw. katharewusa, natomiast językiem potocznym – greka „ludowa”, tzw. dimotiki.

## Dyglosja języka arabskiego
Przed narodzinami islamu plemiona arabskie mówiły różnymi dialektami, jednak miały wspólny język, tzw. koine poetycką, wykorzystywaną w poezji oraz w kontaktach międzyplemiennych – zawierał on wiele najbardziej powszechnych zwrotów.
W VIII wieku została opracowana przez gramatyków norma języka arabskiego, mająca, zgodnie z intencjami kompilatorów, bazować na koine poetyckiej oraz na języku Koranu spisanego w VII wieku, który do dziś jest dla Arabów najwyższym wzorcem stylistycznym. Język klasyczny nie jest dla nikogo językiem ojczystym i uznawany jest przez niektórych współczesnych językoznawców za język sztuczny.
W złotych wiekach cywilizacji islamu język klasyczny służył tylko literaturze, liturgii i administracji, na co dzień w dalszym ciągu posługiwano się dialektami (których nikt nie potrafił zapisać).
Upadek kalifatu Abbasydów po najeździe Mongołów spowodował regres kultury arabskiej i m.in. zanik znajomości języka klasycznego. Odrodzenie się języka nastąpiło w XIX wieku w okresie modernizacji (efekt kontaktu cywilizacji islamu i Zachodu zapoczątkowany przez próbę podboju Egiptu przez Napoleona).
Również współcześnie język literacki, który wyewoluował z języka klasycznego, łączy świat arabski (i nawet szerzej – świat muzułmański), a na co dzień w dalszym ciągu używa się dialektów. Mimo to Arabowie są przekonani o jedności ich języka mówionego oraz języka literackiego, uważając dialekty za formy nieczyste, ze względu na obecność w nich wpływów z języków obcych, niespotykanych w „czystym” języku Koranu. Na przykład dialekty Północnej Afryki mają wyraźne naleciałości berberskie, punickie, francuskie, włoskie, hiszpańskie, osmańskotureckie i subsaharyjskie, a dialekty używane w Lewancie – aramejskie. Z kolei dialekty jemeńskie mają elementy języka himjaryckiego, języków południowosemickich i języka południowoarabskiego epigraficznego. W porównaniu z językiem klasycznym dialekty cechują się znaczącą przebudową systemu odmiany czasowników i brakiem jakiejkolwiek deklinacji, co jest podobnym zjawiskiem do zaniku deklinacji w językach romańskich pochodzących od łaciny ludowej. 
Język literacki jest używany w piśmie głównie w mediach (ogólnoarabska telewizja, gazety). Ponadto wszelka oficjalna korespondencja,  dokumenty urzędowe, a także teksty techniczne lub nawet napisy do filmów są sporządzane w literackim języku arabskim. Mówiony język literacki jest charakterystyczny np. dla telewizji Al-Jazeera, w której to korespondenci czy prezenterzy wypowiadają się w MSA. Z drugiej strony prywatna korespondencja (pisemna lub ustna) prowadzona jest w dialektach odpowiednich dla danego regionu. Dotyczy to również lokalnych telewizji, w których wypowiedzi mogą w pełni czerpać z miejscowego dialektu, aby treść była naturalna dla odbiorcy. W krajach arabskich dochodzi do powstawania nowoczesnych standardów, które przyjmują się na dużych obszarach regionalnych lub w dużych ośrodkach miejskich; nie są to odmiany o niskim prestiżu (posługują się nimi wyższe warstwy społeczeństwa), ale nie odpowiadają też klasycznemu językowi arabskiemu.

## Dyglosja języka mongolskiego
Przez wieki rolę literackiego języka plemion mongolskich pełnił klasyczny język mongolski. Praktycznie nigdy w znanej nam historii mongolskiego piśmiennictwa nie był to język mówiony (najbardziej zbliżony do żywego języka był w XII lub XIII wieku, kiedy to powstał w oparciu o mówione dialekty ludów mongolskich). Mongołowie posługiwali się na co dzień własnymi dialektami, z których z czasem wykształciły się współczesne języki mongolskie. Co więcej, klasyczny język mongolski odczytywany był przez poszczególne plemiona zgodnie z prawidłami gramatycznymi i fonetycznymi ich własnych języków. Pisano jednak w sposób zgodny z regułami języka klasycznego.
Klasyczny język mongolski był w powszechnym użyciu jeszcze w I. połowie XX wieku. Stracił na znaczeniu po wykształceniu po II wojnie światowej nowego języka literackiego opartego na mówionym dialekcie chałchaskim. Obecnie funkcjonuje jeszcze sporadycznie jako język piśmiennictwa Mongołów z terenów Mongolii Wewnętrznej w ChRL.